# Movimiento colónida
El movimiento colónida es un movimiento literario que surgió en el Perú entre los años 1915 y 1916, como respuesta al espíritu elitista y colonial que aún persistía en la literatura peruana. 
Propugnó la ruptura con el academicismo y la libre renovación de temas y estilos, mirando con simpatía las nuevas tendencias literarias de Italia y Francia. En ese empeño cohesionó a una generación de artistas y escritores, convocando particularmente a los jóvenes valores de provincias, hasta entonces marginados. Constituyó un tránsito del modernismo hacia el vanguardismo.
Su impulsor fue el polígrafo Abraham Valdelomar, que dio vida a la revista Colónida, en la que agrupó a los escritores jóvenes, entre los que figuraban Pablo Abril de Vivero, Augusto Aguirre Morales, Enrique A. Carrillo, Alfredo González Prada, Antonio Garland, Percy Gibson y Federico More.

## Origen e integrantes

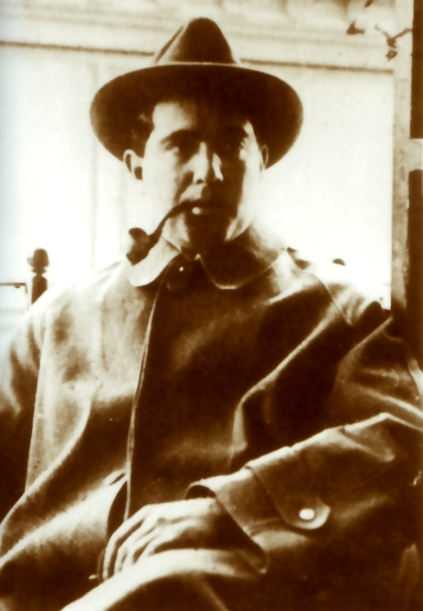
Abraham Valdelomar, fundador del movimiento Colónida, tras su regreso al Perú de un viaje por Europa.

El impulsor de este movimiento fue el escritor peruano Abraham Valdelomar, que luego de una corta estancia en Europa regresó al Perú y fundó la revista Colónida,  en la que agrupó a los escritores más jóvenes de aquella época, tales como Pablo Abril de Vivero, Augusto Aguirre Morales, Hernán C. Bellido, Enrique A. Carrillo, Alfredo González Prada, Antonio Garland, Percy Gibson, Federico More y Alberto Ulloa Sotomayor. También figuraban José Carlos Mariátegui (entonces joven periodista que firmaba con el seudónimo de Juan Croniqueur) y Félix del Valle, aunque sin estar demasiado integrados al grupo de Valdelomar.
Aparte de Valdelomar, de entre todos los colónidas, los que más se identificaron con el espíritu del grupo fueron Alfredo González Prada y Federico More.

## ¿Grupo y/o movimiento?
José Carlos Mariátegui afirmó que Colónida «no fue un grupo, no fue un cenáculo, no fue una escuela, sino un movimiento, una actitud, un estado de ánimo. Varios escritores hicieron “colonidismo” sin pertenecer a la capilla de Valdelomar». Es decir, Mariátegui afirma que muchos, como él, no fueron «colónidas» sino simplemente «colonidistas», es decir cercanos al movimiento y que solo coincidían en «la revuelta contra todo academicismo». En la época de Colónida, Mariátegui era un joven periodista con aficiones literarias; cuando escribe sus 7 ensayos habían pasado ya diez años de lo que él llama su colonidismo.

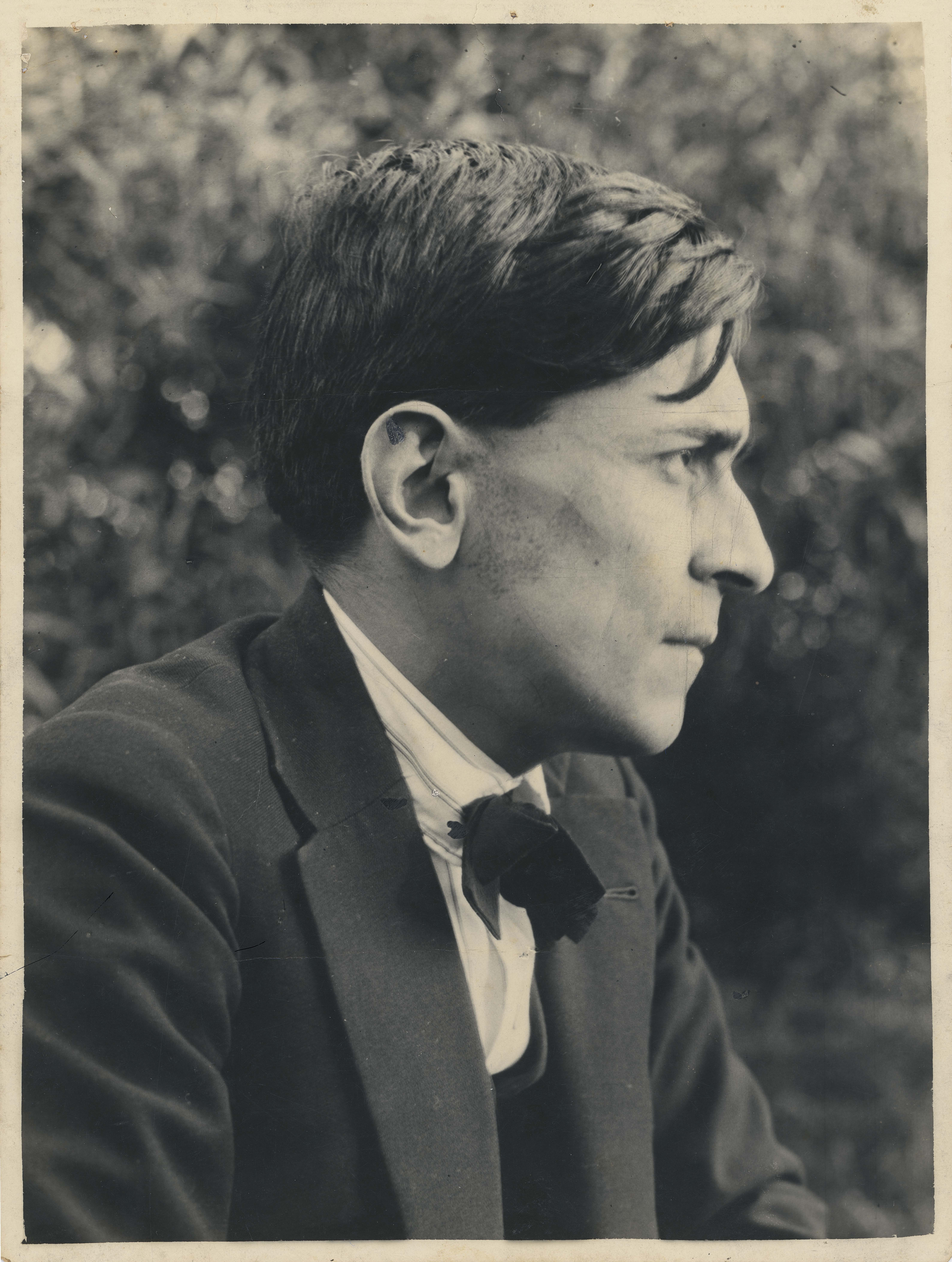
José Carlos Mariátegui, fue en su juventud un colónida, aunque después diría vergonzantemente que solo fue un colonidista, es decir, afín al propósito fundamental de Colónida, más no miembro del grupo.

Sin embargo, Alfredo González Prada en una carta dirigida a Luis Alberto Sánchez, fechada el 26 de noviembre de 1940, reconoció que si hubo un grupo Colónida. Habría empezado a formarse a mediados de 1915 y tomó «conciencia de grupo» a raíz de la polémica que Alfredo tuvo con Juan José Reinoso cuando este último atacó a Julio Herrera y Reissig y al modernismo (diciembre de 1915). En esta ocasión los futuros «colónidos» sumaron fuerzas para defender la tendencia modernista.

## Publicación deLas voces múltiples
El grupo cobró afirmación plena con la aparición de la revista Colónida en enero de 1916 y tuvo su momento cumbre ese mismo año con la publicación del poemario antológico Las voces múltiples, en la que colaboraron ocho escritores colónidas: Pablo Abril, Hernán Bellido, Alfredo González Prada, Antonio Garland, Federico More, Alberto Ulloa Sotomayor, Félix del Valle y el mismo Abraham Valdelomar, que incluyó en el libro sus célebres poemas "Tristitia" y "El hermano ausente de la cena de Pascua".
A decir de Luis Alberto Sánchez, la actitud posterior de Mariátegui, de no querer incluirse dentro del grupo Colónida, se debía a que le avergonzaba su pasado de poeta místico, cuentista deportivo y comentador político, que él mismo consideraba como su «edad de piedra».

## Posmodernismo

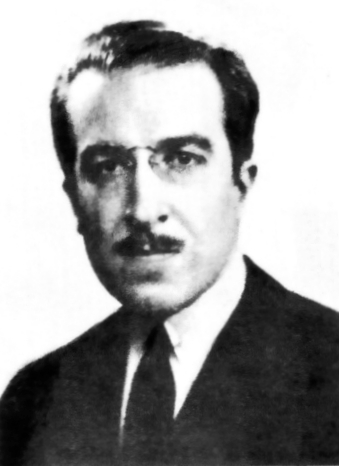
Alfredo González Prada, el más representativo de los colónidas, luego de Valdelomar y junto con Federico More.

Se ha convenido ubicar al grupo o movimiento Colónida dentro del Postmodernismo (última fase del Modernismo, que tradicionalmente se ha dividido en tres etapas: premodernismo, apogeo y postmodernismo). 
Las características del Postmodernismo son:
- El retorno a la realidad inmediata. Los escritores postmodernistas renegaron del exotismo y los temas fantásticos propios de la literatura modernista. Buscaron recuperar la emoción por las cosas humildes y simples de la vida cotidiana y retornaron, en muchos casos, a la literatura confidencial e intimista.

- El sencillismo y la depuración de las formas de la expresión artística. Frente al refinamiento del lenguaje modernista, los escritores postmodernistas depuran el lenguaje poético de los elementos decorativos y optan por una forma de expresión cada vez más clara y sencilla. Sin embargo se conservó por largo tiempo el gusto por la musicalidad en el verso y la utilización de imágenes sensoriales.

Los evidentes rasgos postmodernistas de los cuentos criollos (como El caballero Carmelo) y los poemas familiares de Valdelomar (Tristitia, El hermano ausente de la cena de Pascua), inclinarían colocar a Colónida dentro del postmodernismo.
Sin embargo, en líneas generales, Colónida difiere mucho del postmodernismo de Rubén Darío, de Leopoldo Lugones o de Gabriela Mistral. En muchos casos más se acerca al premodernismo, por su entusiasmo por la literatura francesa de mediados del siglo XIX. Hay que tener en cuenta que el modernismo en el Perú fue tardío y débil. Se entiende pues, que mientras en Europa ya se había puesto en marcha la vanguardia, y el poeta chileno Vicente Huidobro inauguraba el vanguardismo hispanoamericano en 1916 (aunque todavía marginalmente), los colónidos se aferraban aún a las propuestas europeas de fines del siglo XIX: Simbolismo, Parnasianismo, Impresionismo, Decadentismo. Como decía Alfredo González Prada, las «novedades» europeas eran como la luz de una estrella que les llegaba rezagada en el tiempo. Pero por su espíritu combativo e insurrecto, los colónidas se aproximaban más a los grupos vanguardistas.

## Importancia

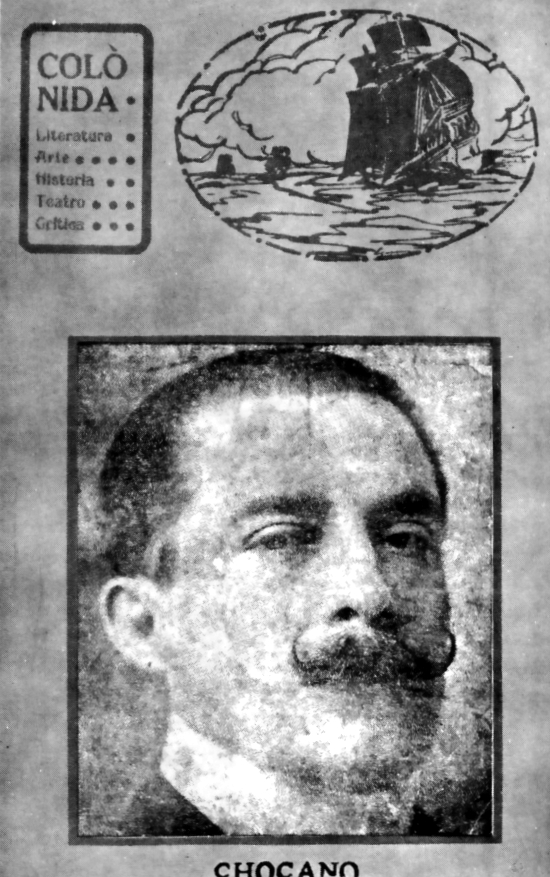
Portada del primer número de la revista Colónida, con el retrato de José Santos Chocano.

Según Mariátegui, Colónida representó, no una revolución, sino solo «una insurrección», una necesaria «fuerza negativa, disolvente beligerante» contra el academicismo reinante en la crítica y en la producción literaria, oponiéndose a figuras como José de la Riva Agüero y Osma y Ventura García Calderón, de la llamada Generación del 900 o arielista. Los colónidas estaban en contra de toda rigidez literaria y pregonaron la renovación de temas y estilos.
En efecto, Colónida representó una etapa de transición de la literatura peruana donde convergieron las fuerzas tradicionales y las de renovación. Los colónidos reconocían en Manuel González Prada el orientador de la nueva estética, pero nada más. Respetaban a José Santos Chocano (cuyo retrato apareció en la portada del primer número de su revista) pero veían en José María Eguren, el poeta simbolista, un valor auténtico de la nueva poesía. Fueron ellos quienes rescataron a este último poeta, hasta entonces marginal e incomprendido.
Al mismo tiempo, Colónida inauguró entre los literatos del Perú una conciencia cultural: en este sentido fue un manifiesto de afirmación nacional, opuesto a la dependencia que guardaban las letras peruanas respecto de España, y defensor de un cosmopolitismo que devolviese al Perú su autonomía cultural. Son estos rasgos los que generaron la admiración de Manuel Gonzáles Prada hacia el grupo, llegando a afirmar el ya anciano literato que la generación colónida era la más fuerte, fecunda y valiosa de cuantas generaciones literarias hasta entonces había tenido el Perú.
Simultáneamente mostró una preocupación por reivindicar y apoyar a los jóvenes valores de provincias, hasta entonces olvidados o simples convidados de piedra. 
Pero a decir de Mariátegui, el movimiento Colónida, demasiado heterogéneo y anárquico, no pudo condensarse en una tendencia sólida y consistente. Sin embargo, el individualismo, la valentía, la agresividad y hasta la extravagancia de los colónidos darían finalmente sus frutos.
Aun cuando el grupo había finalizado en 1916, el movimiento siguió en marcha y se propagó por todo el Perú. Así, en Trujillo se formó el Grupo Norte, que recibió la visita del mismo Valdelomar, y en el cual actuaban Antenor Orrego, José Eulogio Garrido, Alcides Spelucín, Juan Espejo Asturrizaga, Macedonio de la Torre (pintor), Víctor Raúl Haya de la Torre (líder estudiantil), entre otros. El mismo César Vallejo había integrado este grupo, cuando era conocido como la bohemia de Trujillo. 
En Arequipa, con tono más polémico, asumieron la responsabilidad de Colónida, Augusto Aguirre Morales, Percy Gibson, Miguel Ángel Urquieta y César A. Rodríguez. 
En Piura, Cuzco, Cajamarca, se formaron grupos de tendencia literaria novedosa.
En resumen, Colónida constituyó un tránsito del modernismo hacia el vanguardismo. Autores peruanos como César Vallejo y Alberto Hidalgo, que comenzaron su trayectoria cercanos al colonidismo, lograrían poco después cimentar la nueva literatura peruana.